# Tipula (Pterelachisus) laetissima
Tipula (Pterelachisus) laetissima is een tweevleugelige uit de familie langpootmuggen (Tipulidae). De soort komt voor in het Palearctisch gebied.